# Cracticinae
Cracticinae là một phân họ chim trong bộ Passeriformes. Phân họ này có 12 loài, là các loài bản địa của Úc và các vùng lân cận.
Trước đây phân họ này được xem là một họ riêng biệt có tên Cracticidae. Nhưng với nghiên cứu về DNA năm 1985, Sibley và Ahlquist nhận thấy rằng có mối quan hệ gần giữa woodswallows và butcherbirds vào năm đó, và đã xếp chúng thành một phân họ, hiện phân họ này thuộc họ Artamidae. Hai loài trong chi peltops hiện cũng được xếp vào một chi của phân họ này.

## Phân loại học
Phân họ này có 3 chi được công nhận.
- Phân họ Cracticinae:
  - Chi Peltops
    - Peltops montanus
    - Peltops blainvillii

  - Chi Cracticus
    - Cracticus tibicen
    - Cracticus quoyi
    - Cracticus cassicus
    - Cracticus louisiadensis
    - Cracticus nigrogularis
    - Cracticus mentalis
    - Cracticus torquatus

  - Chi Strepera
    - Strepera graculina
    - Strepera fuliginosa
    - Strepera versicolor